# Sammie Smith
Sammie Lee Smith (Orlando, 16 maggio 1967) è un ex giocatore di football americano statunitense che ha giocato nel ruolo di running back nella National Football League (NFL).
Al college giocò a football a Florida State

## Carriera professionistica
Grossman fu scelto come ottavo assoluto nel Draft NFL 1989 dai Miami Dolphins. Vi giocò per tre stagioni guidando la squadra in yard corse nelle stagioni 1989 (con 659) e 1990 (con 831). L'ultima stagione della carriera la trascorse nel 1992 con i Denver Broncos, con i quali fu scambiato per Bobby Humphrey. Dopo il ritiro, Smith ebbe diversi problemi legali, venendo condannato due volte per spaccio di cocaina e trascorrendo sette anni in prigione.

## Statistiche
| Yard corse | 1.881 |
| Touchdown  | 16    |